# Frederik II van Lotharingen
Frederik II van Lotharingen (overleden in 1026) was van 1019 tot aan zijn dood medehertog van Opper-Lotharingen en medegraaf van Bar. Hij behoorde tot het huis Ardennen.

## Levensloop
Frederik II was de zoon van hertog Diederik I van Opper-Lotharingen uit diens huwelijk met Richildis van Metz.
In 1019 stelde zijn vader hem aan tot mederegent van het hertogdom Opper-Lotharingen en het graafschap Bar. Na de dood van keizer Hendrik II de Heilige in 1024 kwam Frederik II samen met hertog Ernst II van Zwaben in opstand tegen diens opvolger Koenraad II, maar onderwierp zich uiteindelijk aan hem en erkende hem als keizer.
Frederik was gehuwd met Mathilde van Zwaben (988-1032), dochter van hertog Herman II van Zwaben en Gerberga van Bourgondië en zus van Gisela van Zwaben, de echtgenote van keizer Koenraad II. Ze kregen zeker drie kinderen:
- Frederik III (1017-1033), graaf van Bar en hertog van Lotharingen
- Sophia (1018-1093), gravin van Bar, huwde in 1037 met graaf Lodewijk van Mömpelgard
- Beatrix (1020-1076), huwde eerst in 1037 met markgraaf Bonifatius III van Toscane en daarna in 1054 met hertog Godfried II van Neder-Lotharingen.

Frederik II stierf in 1026, een jaar voor zijn vader. Hierdoor volgde zijn zoon Frederik III in 1027 zijn grootvader Diederik I op als graaf van Bar en hertog van Opper-Lotharingen.